# Bornova Belediyespor
Il Bornova Belediyespor è una società cestistica avente sede a Bornova, in Turchia. È stata fondata nel 1986.